# Sémeries
Sémeries ist eine französische Gemeinde mit 527 Einwohnern (Stand: 1. Januar 2022) im Département Nord in der Region Hauts-de-France. Sie gehört zum Arrondissement Avesnes-sur-Helpe und zum Kanton Fourmies. Die Einwohner werden Sémerisiens genannt.

## Geographie
Die Gemeinde Sémeries liegt an der Helpe Majeure im Regionalen Naturpark Avesnois, 16 Kilometer südlich von Maubeuge und zwölf Kilometer westlich der Grenze zu Belgien. Umgeben wird Sémeries von den Nachbargemeinden  Felleries im Norden, Ramousies im Nordosten und Osten, Sains-du-Nord im Osten und Südosten, Rainsars im Südosten und Süden, Étrœungt im Süden und Südwesten, Avesnelles im Südwesten und SWsten sowie Flaumont-Waudrechies im Westen und Nordwesten.

## Bevölkerungsentwicklung
| Jahr                       | 1962 | 1968 | 1975 | 1982 | 1990 | 1999 | 2006 | 2012 | 2021 |
| Einwohner                  | 572  | 542  | 542  | 529  | 579  | 540  | 519  | 543  | 533  |
| Quellen: Cassini und INSEE |      |      |      |      |      |      |      |      |      |

## Sehenswürdigkeiten
- Kirche Saint-Rémi aus dem Jahre 1617, Umbauten aus dem 19. Jahrhundert, seit 1948 Monument historique
- zahlreiche Oratorien
- Wasserturm im Ortsteil Zorée

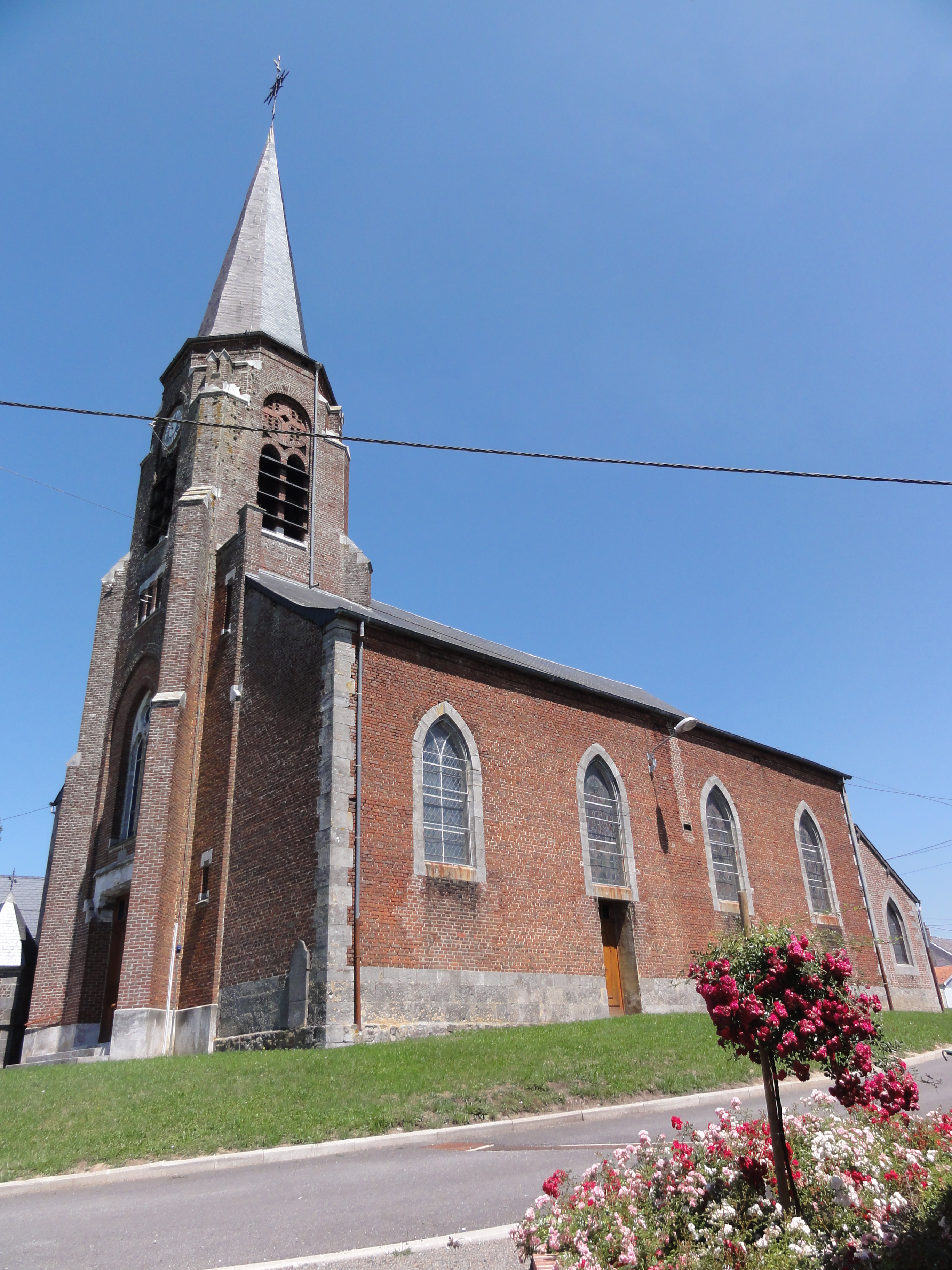
Kirche Saint-Rémi
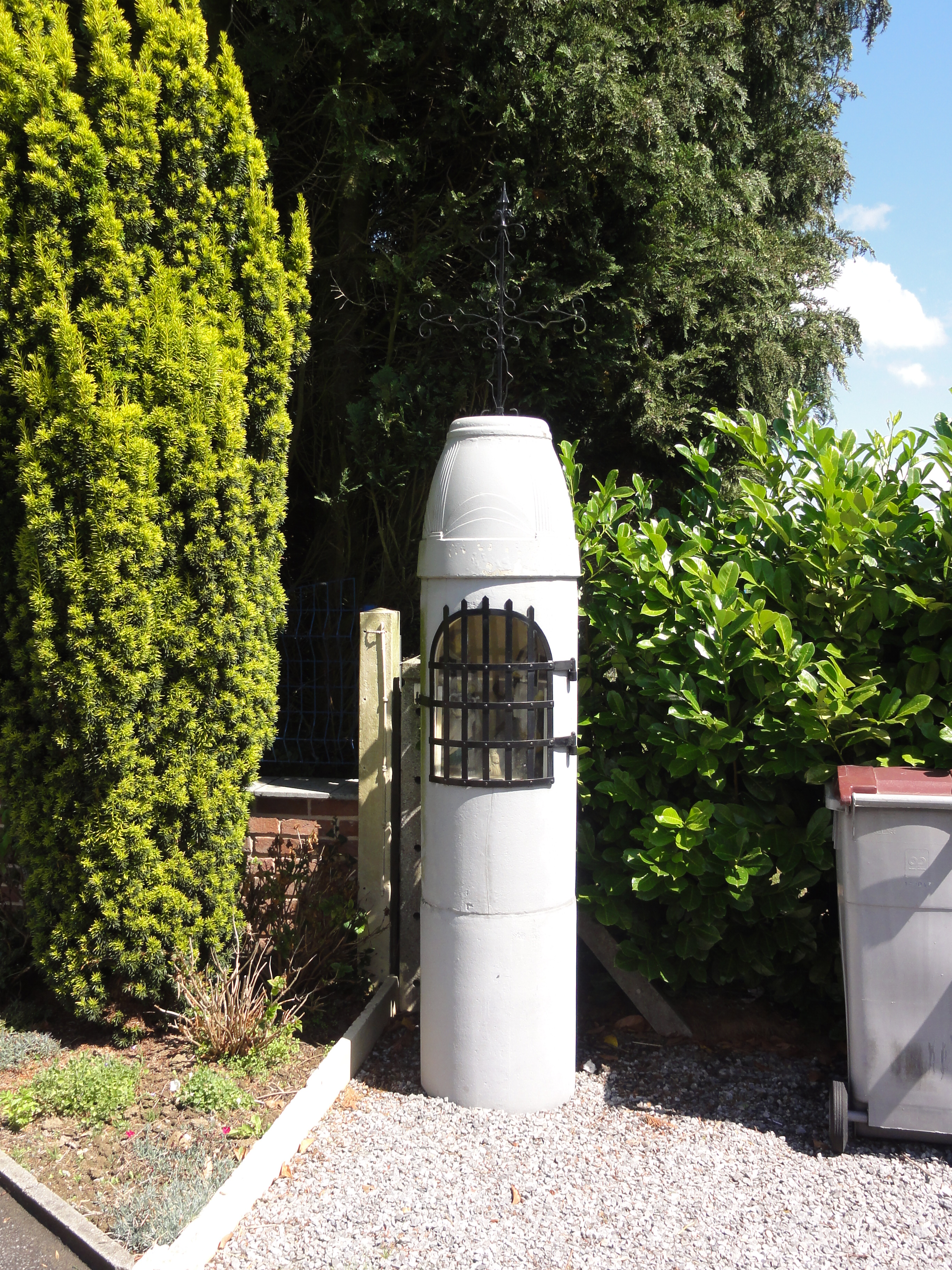
Oratorium
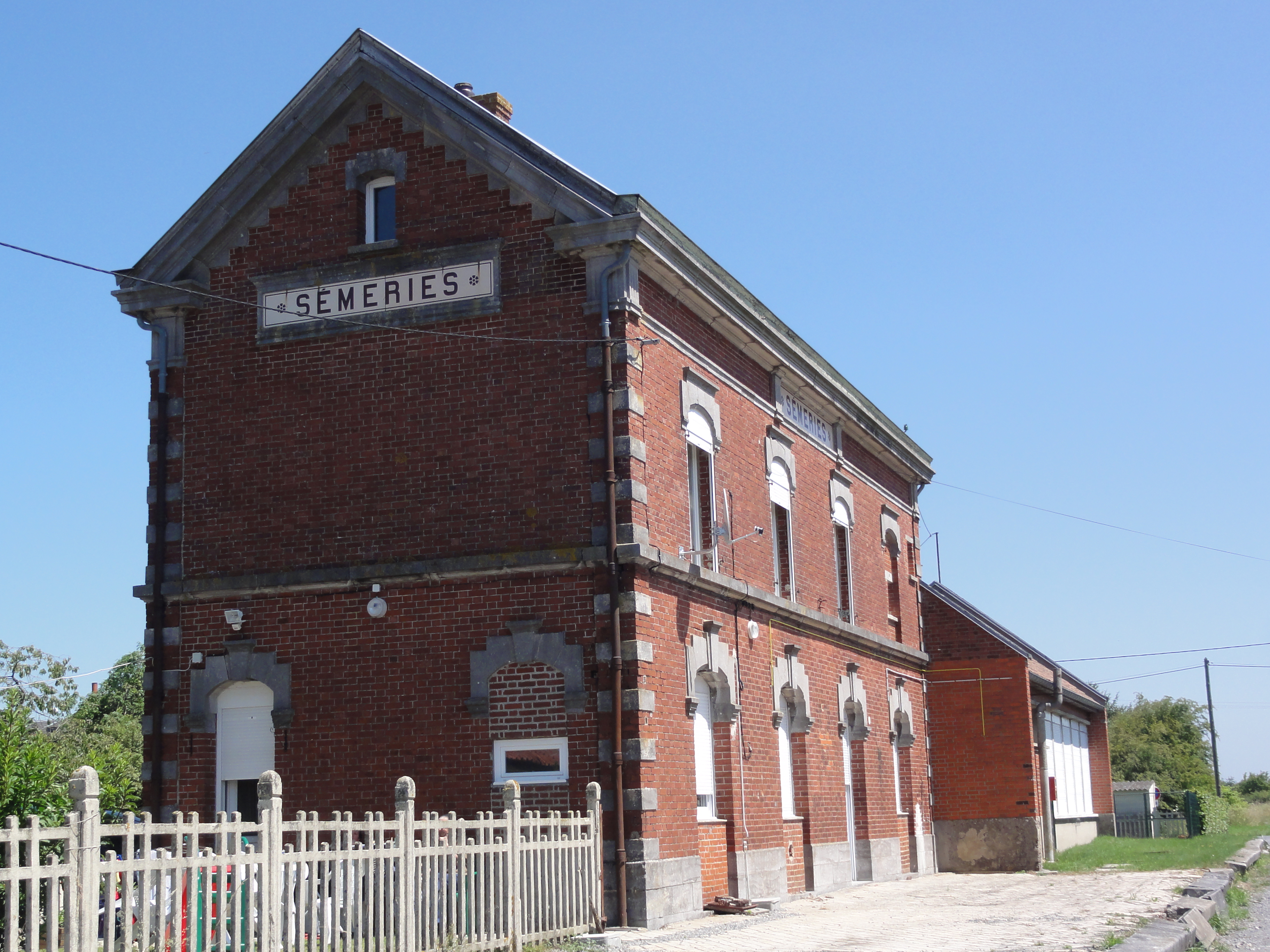
Ehemaliger Bahnhof
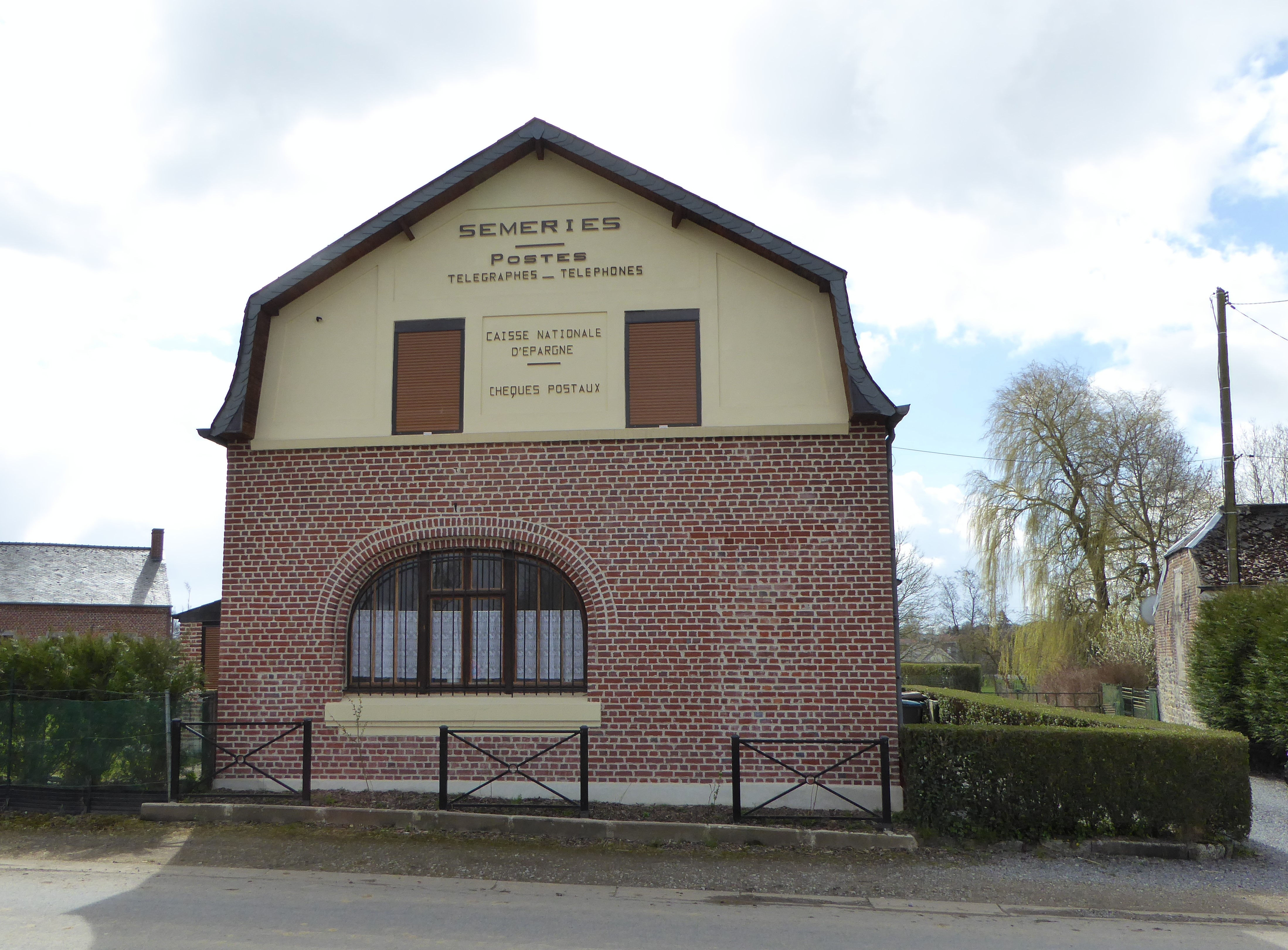
Ehemaliges Postamt
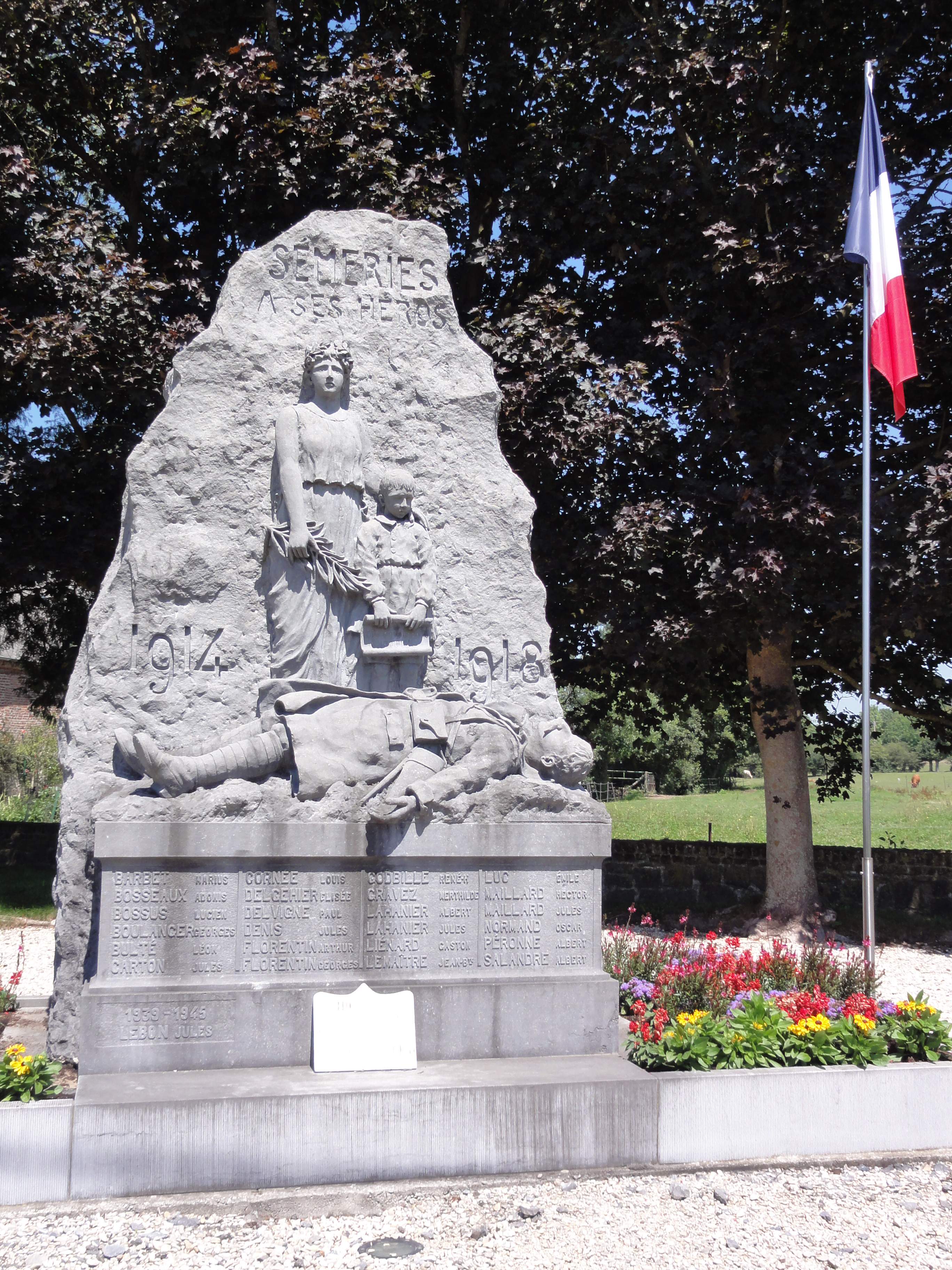
Gefallenendenkmal